# 梅萨 (华盛顿州)
梅萨（英文：Mesa），是美国华盛顿州富兰克林县下属的一座城市。根据 2000年美国人口普查，该市有人口425人。根据2010年美国人口普查，该市有人口489人。而2011年估计该市有518人。